# Comuna Hmelivka, Berezne
Hmelivka (în ucraineană Хмелівка) este o comună în raionul Berezne, regiunea Rivne, Ucraina, formată din satele Hmelivka (reședința) și Sovpa.

## Demografie
Componența lingvistică a comunei Hmelivka
     Ucraineană (99,67%)
     Alte limbi (0,33%)
Conform recensământului din 2001, majoritatea populației comunei Hmelivka era vorbitoare de ucraineană (99,67%), existând în minoritate și vorbitori de alte limbi.